# Place du Général-Catroux
Pour les articles homonymes, voir Catroux.
La place du Général-Catroux est une voie du 17e arrondissement de Paris.

## Situation et accès
Cette place rectangulaire est traversée par le boulevard Malesherbes et l'avenue de Villiers ; elle reçoit les rues Henri-Rochefort, de Phalsbourg, de Thann, Georges-Berger, Legendre et Jacques-Bingen.
Ce site est desservi par la ligne 3 à la station de métro Malesherbes.

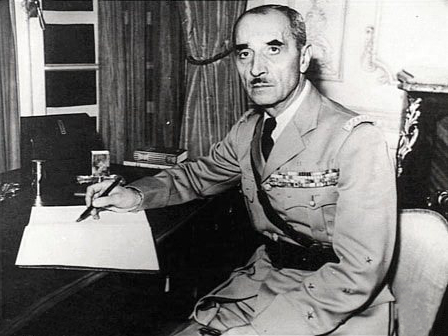
Le général Catroux en 1940.
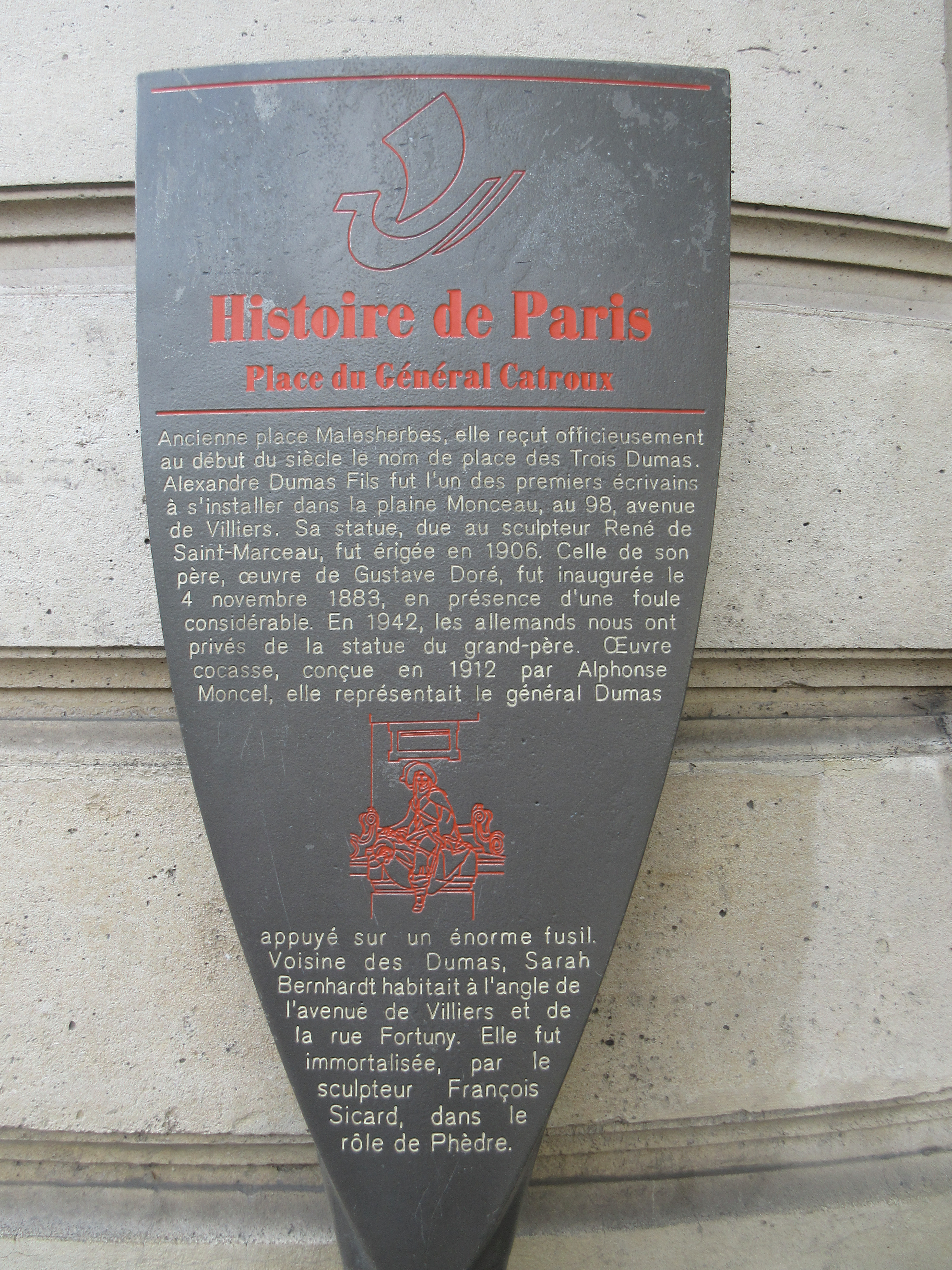
Panneau Histoire de Paris « Place du Général-Catroux ».

## Origine du nom
La place porte le nom du général Georges Catroux (1877-1969).

## Historique

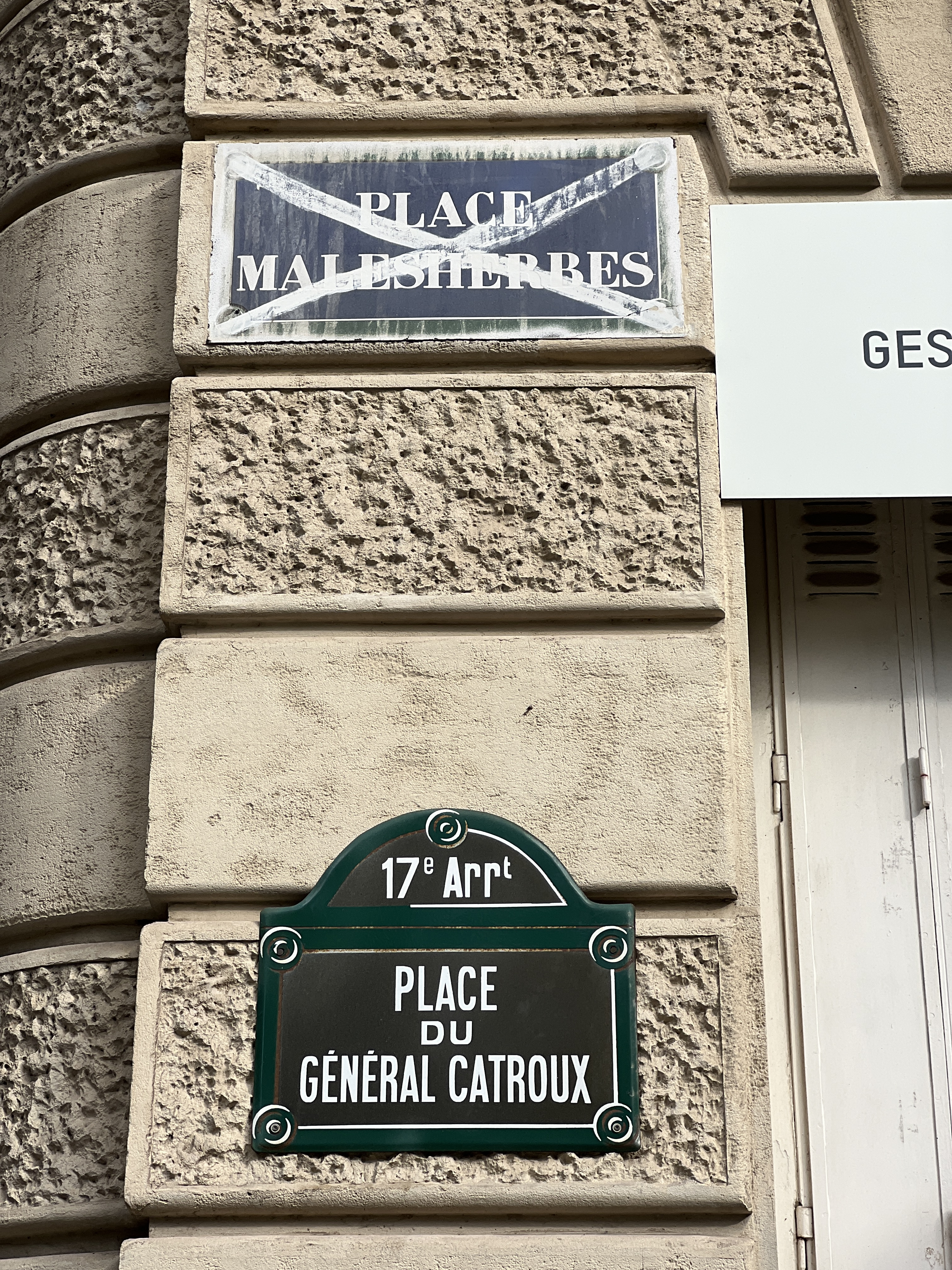
L’ancienne et la nouvelle plaque de rue.

Jusque dans les années 1850-1860, la plaine Monceau reste un terrain agricole traversé par des chemins ruraux. Dans le cadre de l'urbanisation de cette zone par les frères Pereire, le boulevard Malesherbes, prévu à l'emplacement d'un chemin existant, et le boulevard de Neuilly (actuelle avenue de Villiers) sont tracés et une place rectangulaire est prévue à leur croisement. Ouverte en 1862 sur l'emplacement d'un parc, cette place est officiellement nommée en 1864 « place Malesherbes ». Toutefois elle est longtemps surnommée « place des Trois Dumas », en raison des trois statues des Dumas, qui ornent le centre de cette place. Elle prend son nom actuel en 1977.
Le 26 septembre 2020, la maire de Paris Anne Hidalgo et Jacques Martial ancien directeur de Mémorial ACTe et conseiller de Paris délégué chargé des Outre-mer, inaugurent le jardin Solitude, formé par les pelouses nord de la place, où a été érigée une statue de Solitude.

## Bâtiments remarquables et lieux de mémoire
- No 1 : hôtel Gaillard, construit par Jules Février pour Émile Gaillard, régent de la Banque de France, collectionneur d'art, pour y abriter ses collections de meubles, bibelots, tableaux, etc. Le bâtiment en briques rouge s'inspirant de l'architecture des châteaux de Blois et de Gien est construit de 1878 à 1882. Après la mort d'Émile Gaillard en 1902, ses collections furent dispersées et l'hôtel racheté par la Banque de France en 1919 pour en faire une succursale, à la suite des travaux de l'architecte Alphonse Defrasse et du décorateur Jansen. Une entrée existe par le no 11 ter, rue Georges-Berger, où le bâtiment est désigné sous le nom d'hôtel Berger. L'ensemble est classé aux monuments historiques depuis le 12 avril 1999[4]. L'hôtel est occupé par la Cité de l'Économie depuis mai-juin 2019.
- No 3 : légation du Brésil dans les années 1900[5].
- No 6 : immeuble construit en 1907 par l'architecte Georges Hennequin, en retour sur le no 31 avenue de Villiers.
- No 12 : ambassade du Liberia. Cet immeuble fut le siège du service de propagande de la Légion des volontaires français contre le bolchevisme (LVF) sous l'occupation de Paris dont le siège social était 19, rue Saint-Georges.
- No 14 : hôtel Fournier, ayant abrité l'ambassade de Lituanie entre 1925 et 1940, avant de devenir une annexe de l'ambassade soviétique, puis russe, et aujourd'hui le siège de l'agence de presse russe RIA Novosti (désormais Rossia Segodnia)[6]. Le jardin de la Lituanie, situé sur une partie des jardins de la place, perpétue aujourd’hui le souvenir de cette ancienne ambassade ; le jardin est inauguré en 2024, en présence de plusieurs personnalités, dont le président de la république de Lituanie et la maire de Paris[7],[8],[9].
- No 20 : hôtel particulier où vécut le compositeur Charles Gounod (1818-1893) de 1878 à sa mort ; sa façade a été lourdement remaniée depuis.
- No 24 : légation du Monténégro dans les années 1900[10].

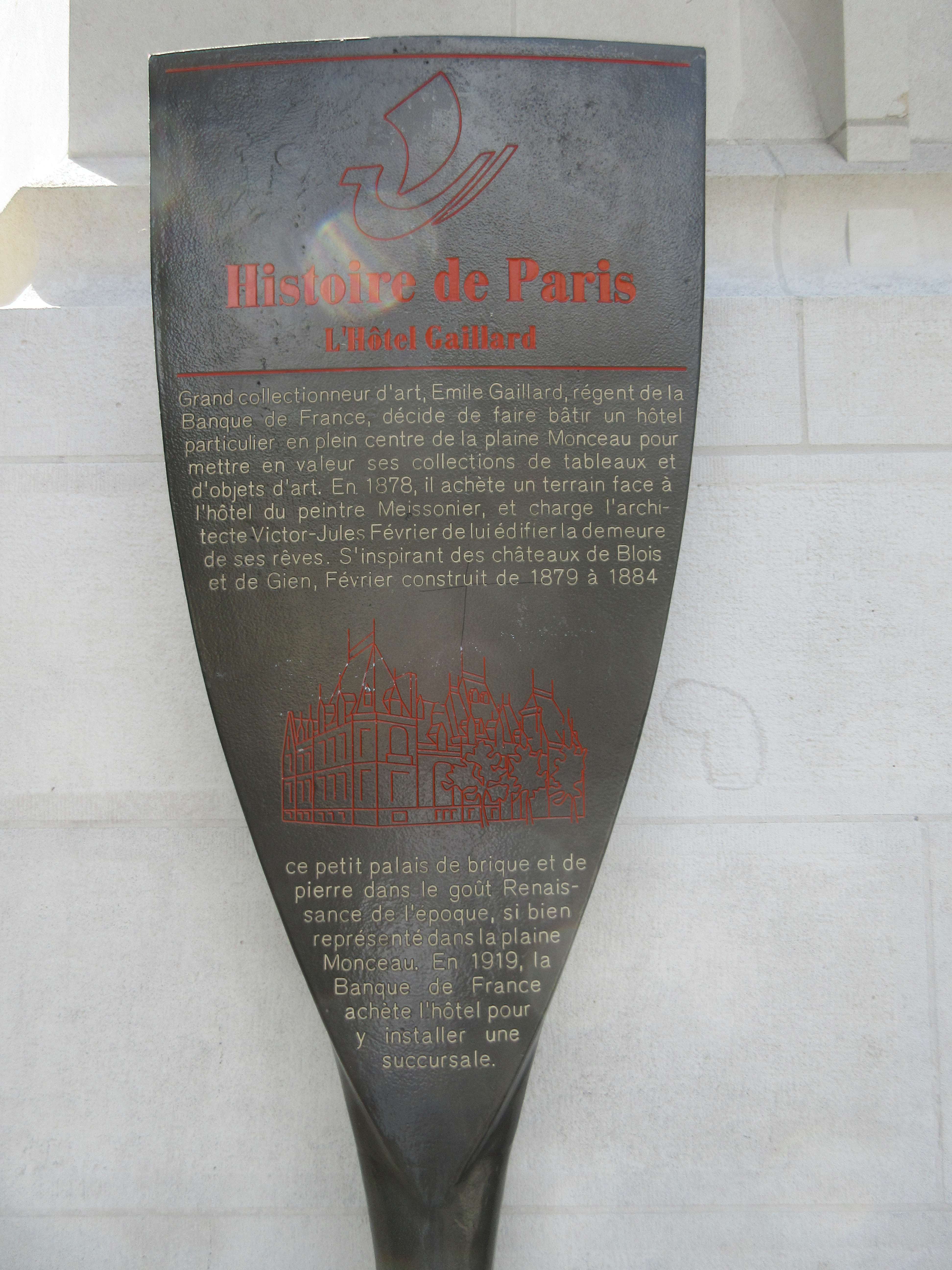
Panneau Histoire de Paris « L'hôtel Gaillard ».
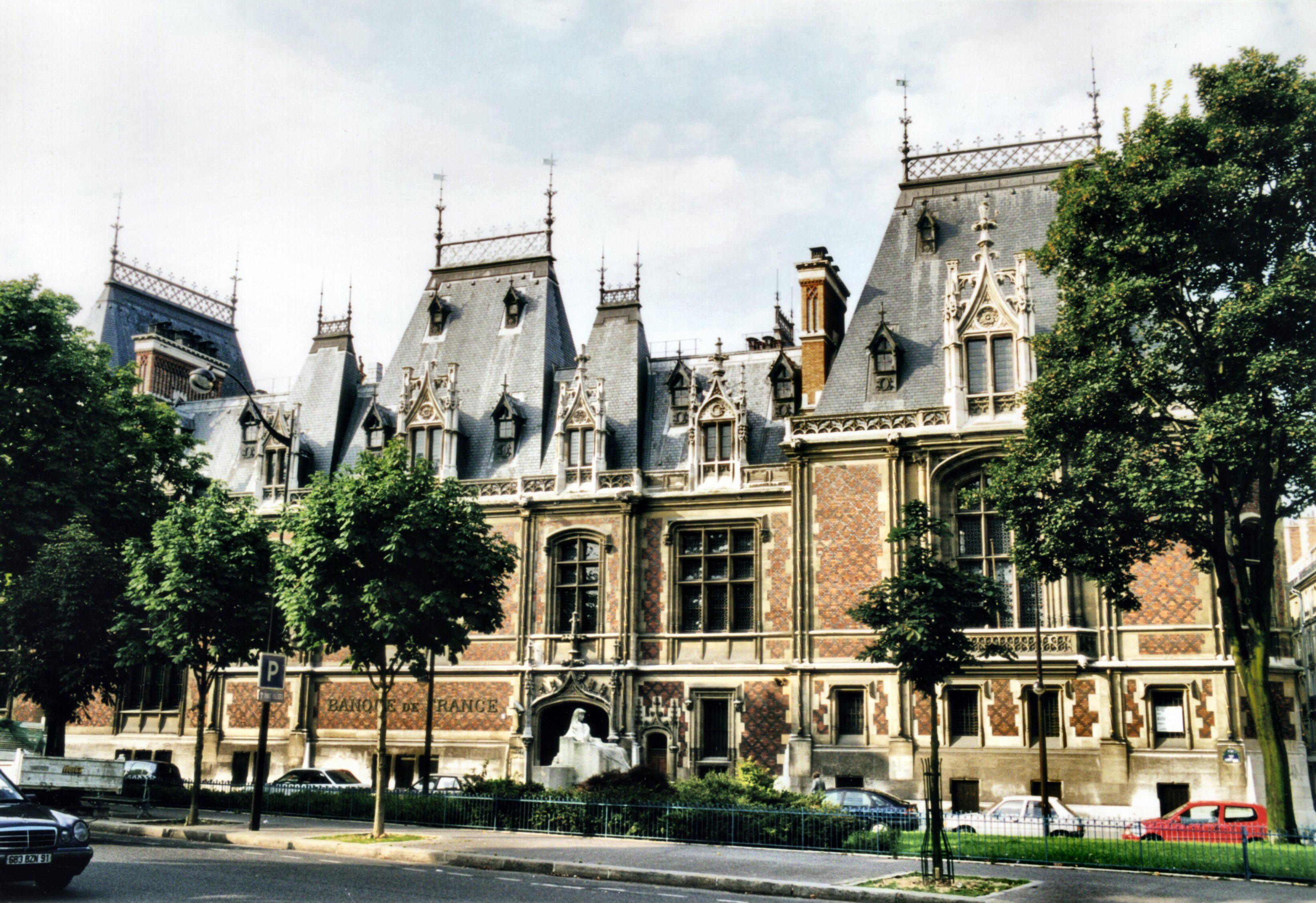
Le no 1, hôtel Gaillard.
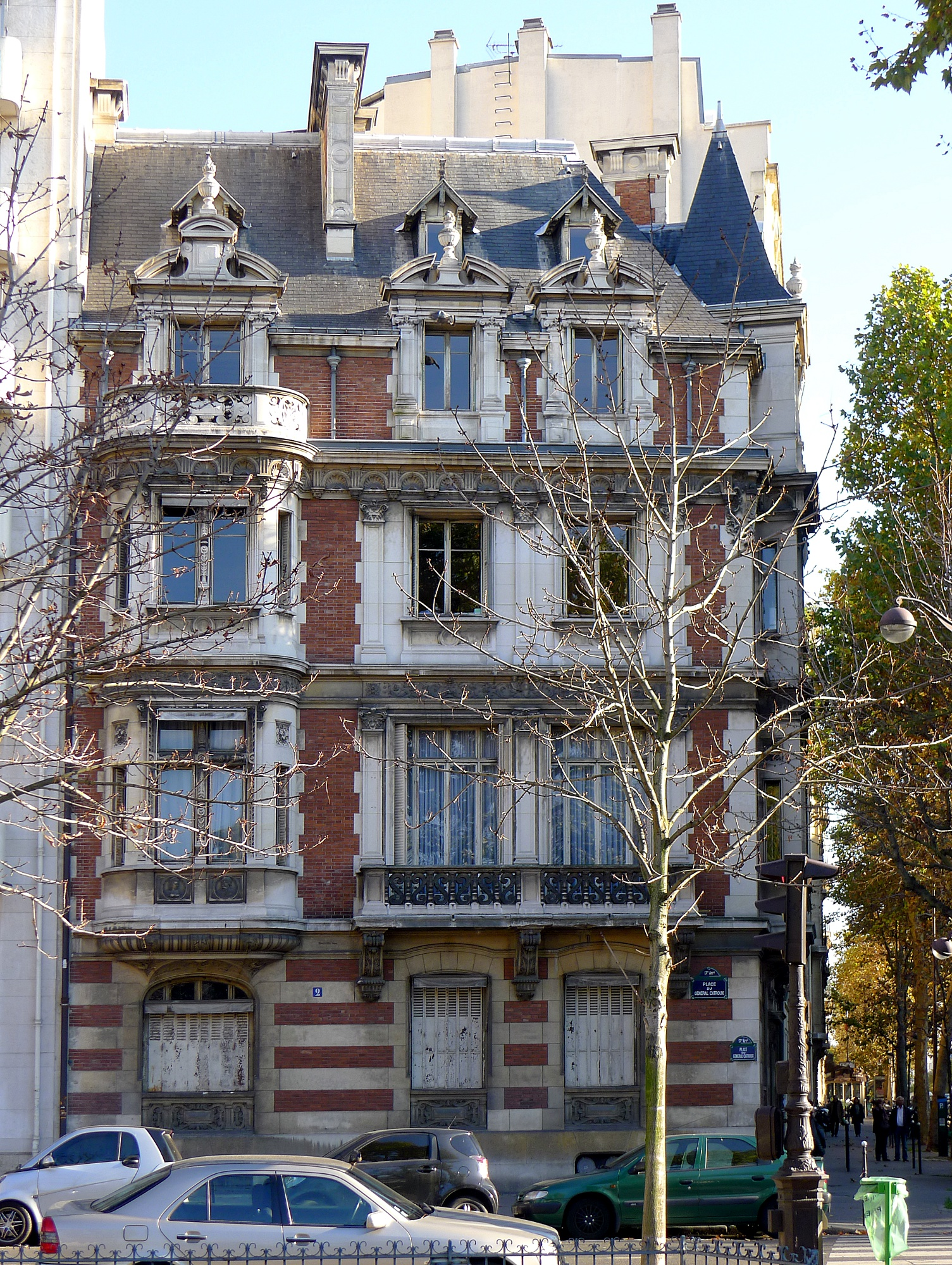
Immeuble du no 2.
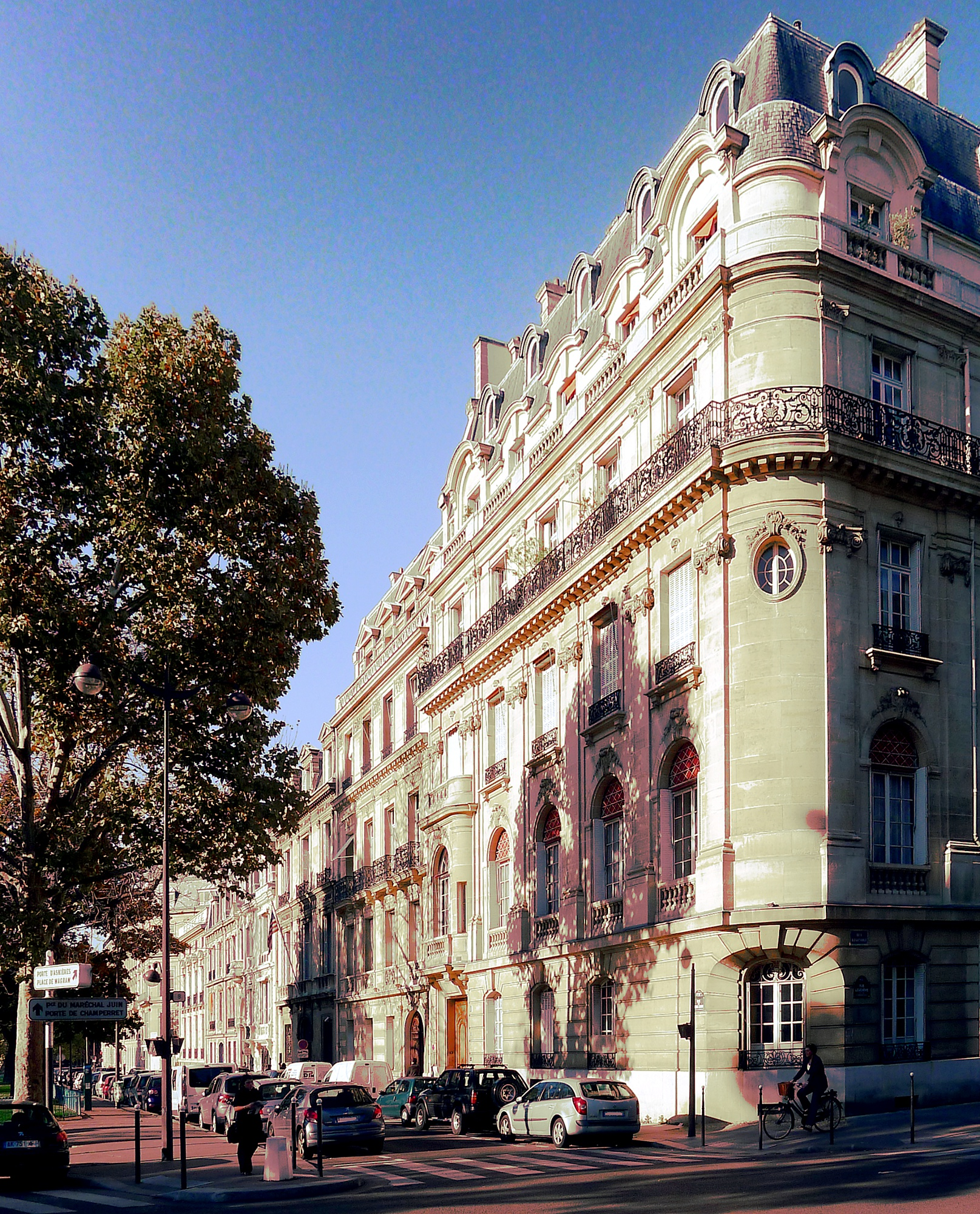
Le no 8 et les numéros pairs suivants.
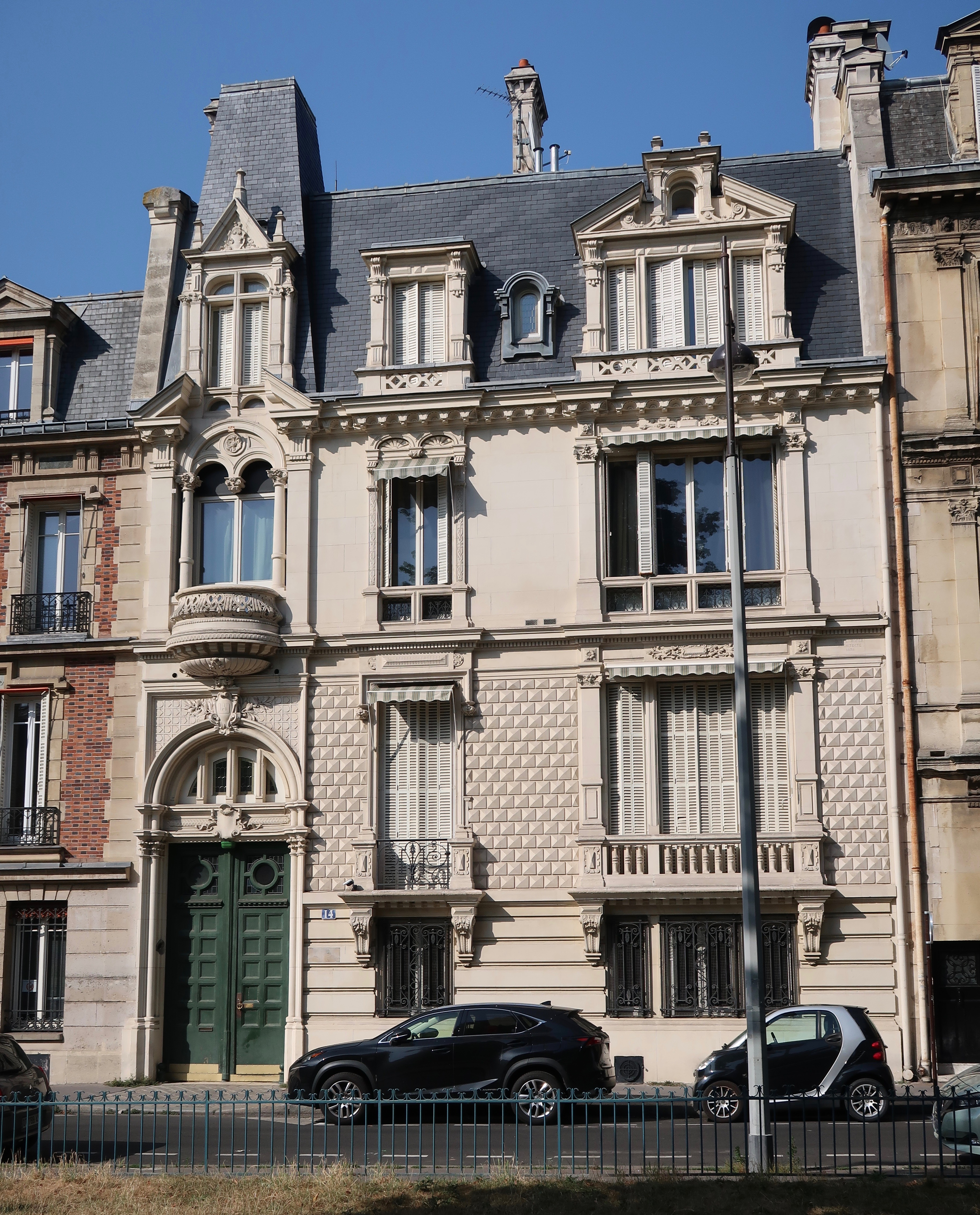
Le no 14.

- La Douleur d'Orphée de Raoul Verlet, 1894, statue en bronze. Elle a été envoyée à la fonte sous le régime de Vichy en 1942 pour la mobilisation des métaux non ferreux destinés à l'armement.
- Monument au général Thomas Alexandre Dumas, par Alphonse Emmanuel de Moncel de Perrin, 1912. Il est représenté prenant appui sur un fusil. Il a été envoyé à la fonte sous le régime de Vichy en 1942. La Ville de Paris a érigé sur son emplacement Fers, réalisé en 2009 par Driss Sans-Arcidet, représentant une chaîne brisée monumentale en mémoire du général Dumas, né esclave à Haïti[11]. Soutenu par un vote unanime du Conseil de Paris en février 2021, un projet de réinstallation du monument d'origine est porté en 2024 par l'Association des Amis d'Alexandre Dumas avec le soutien de la Fondation du patrimoine.
- Monument à Alexandre Dumas père, par Gustave Doré, inauguré le 4 novembre 1883 en présence d'une foule immense. Une statue de D'Artagnan cantonne la face arrière du piédestal[12].
- Monument à Alexandre Dumas fils de René de Saint-Marceaux, 1906. Alexandre Dumas fils est un des premiers écrivains à habiter dans la plaine Monceau, lieu des peintres, acteurs et musiciens. Il résidait au 98, avenue de Villiers.
- Monument à Sarah Bernhardt, par François Sicard, 1926, représente l'actrice dans le rôle-titre de Phèdre de Racine. Elle avait un hôtel à l'extrémité de la place, à l'angle de l'avenue de Villiers et de la rue Fortuny.
- Monument à la Mulâtresse Solitude, par Didier Audrat, inauguré le 10 mai 2022 en présence de Jean-Marc Ayrault.
- Monument à Edmond Rostand, inauguré le 28 juin 2023, buste réalisé par le sculpteur Patrick Berthaud, réplique de celui réalisé par Sarah Benhardt, à l'initiative de Thomas Sertillanges, président du Festival Edmond Rostand. Il vivait au 2 rue Fortuny, où il a écrit Cyrano de Bergerac.

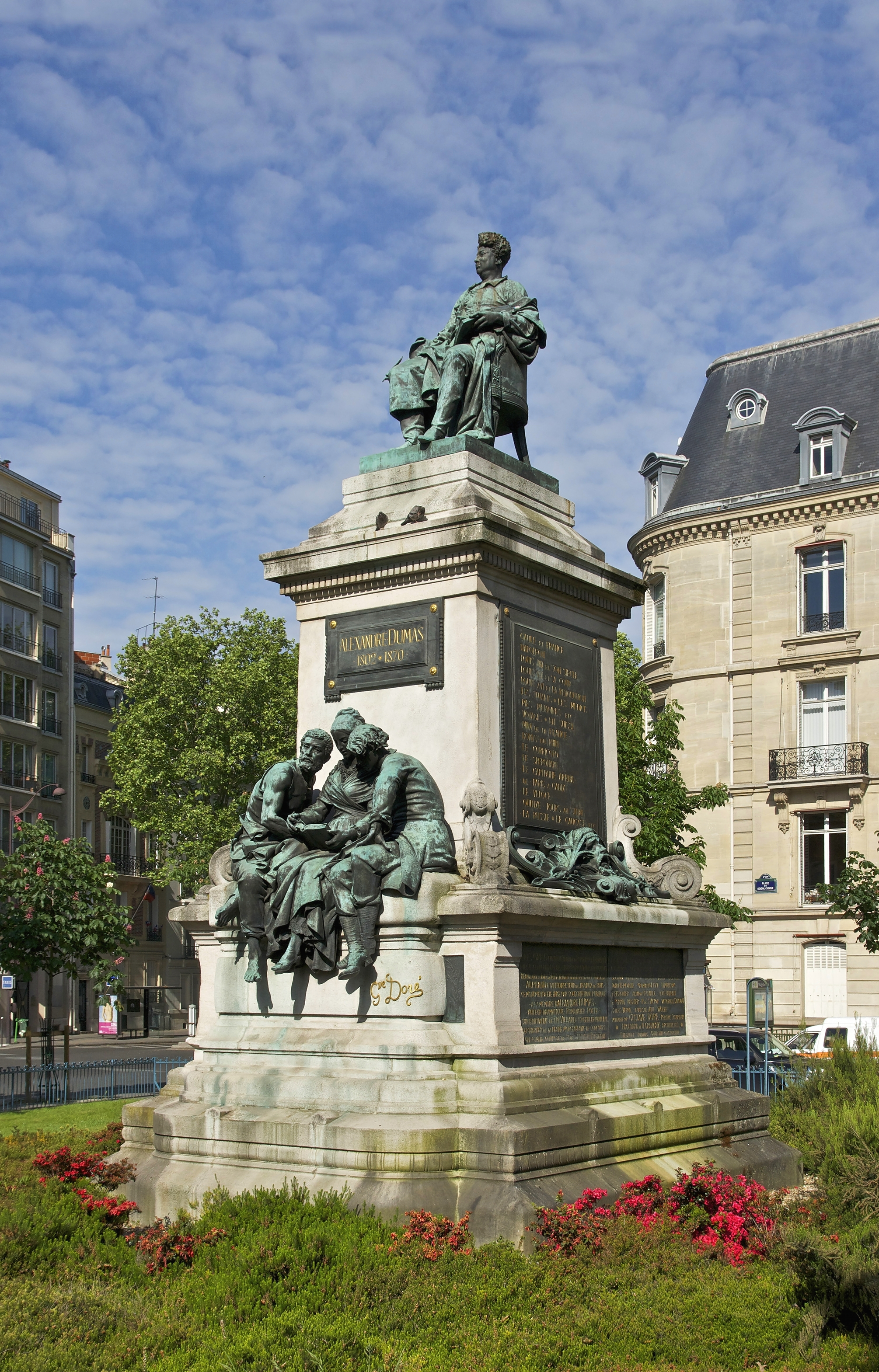
Gustave Doré, Monument à Alexandre Dumas (père) (1883).
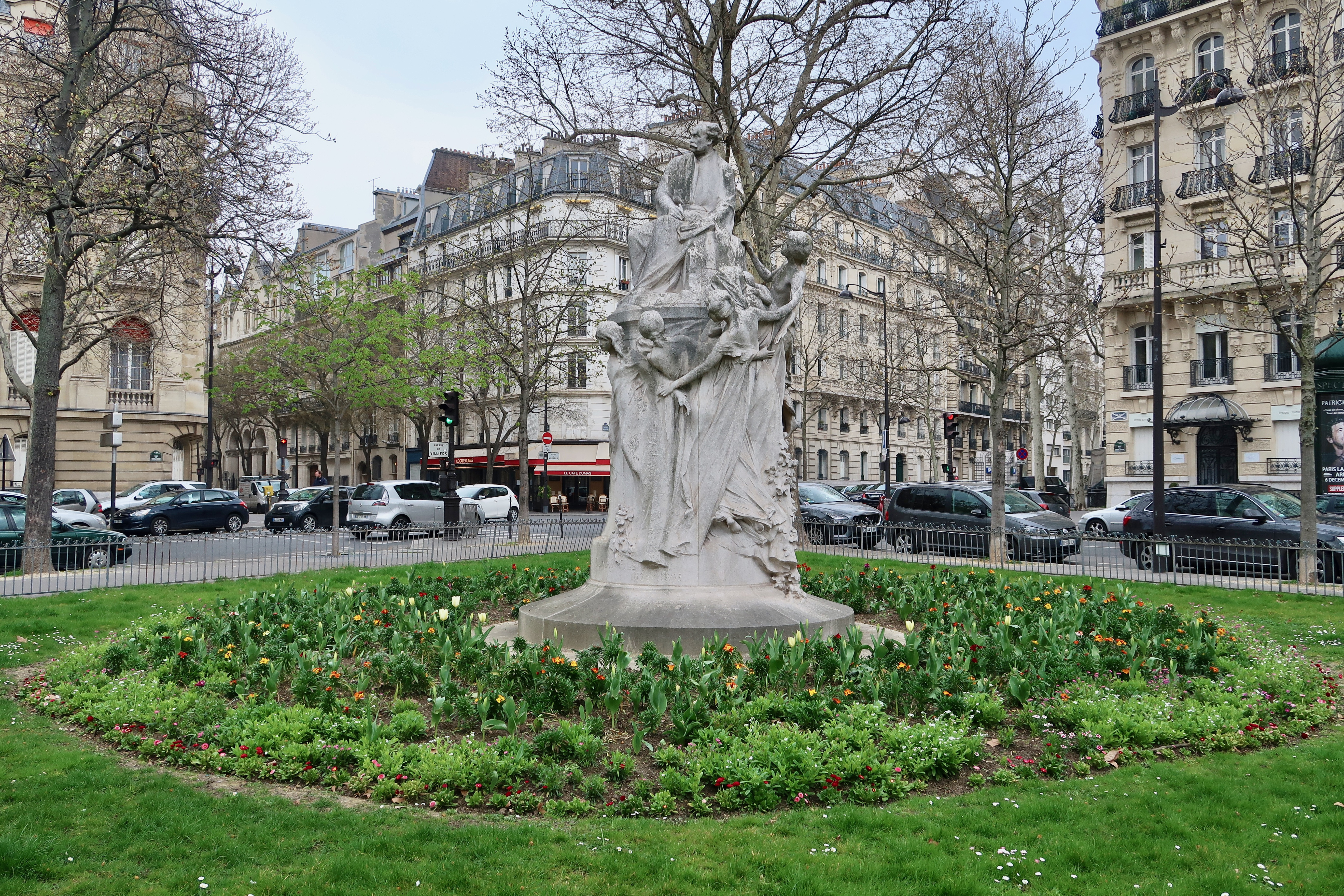
René de Saint-Marceaux, Monument à Alexandre Dumas fils (1906).
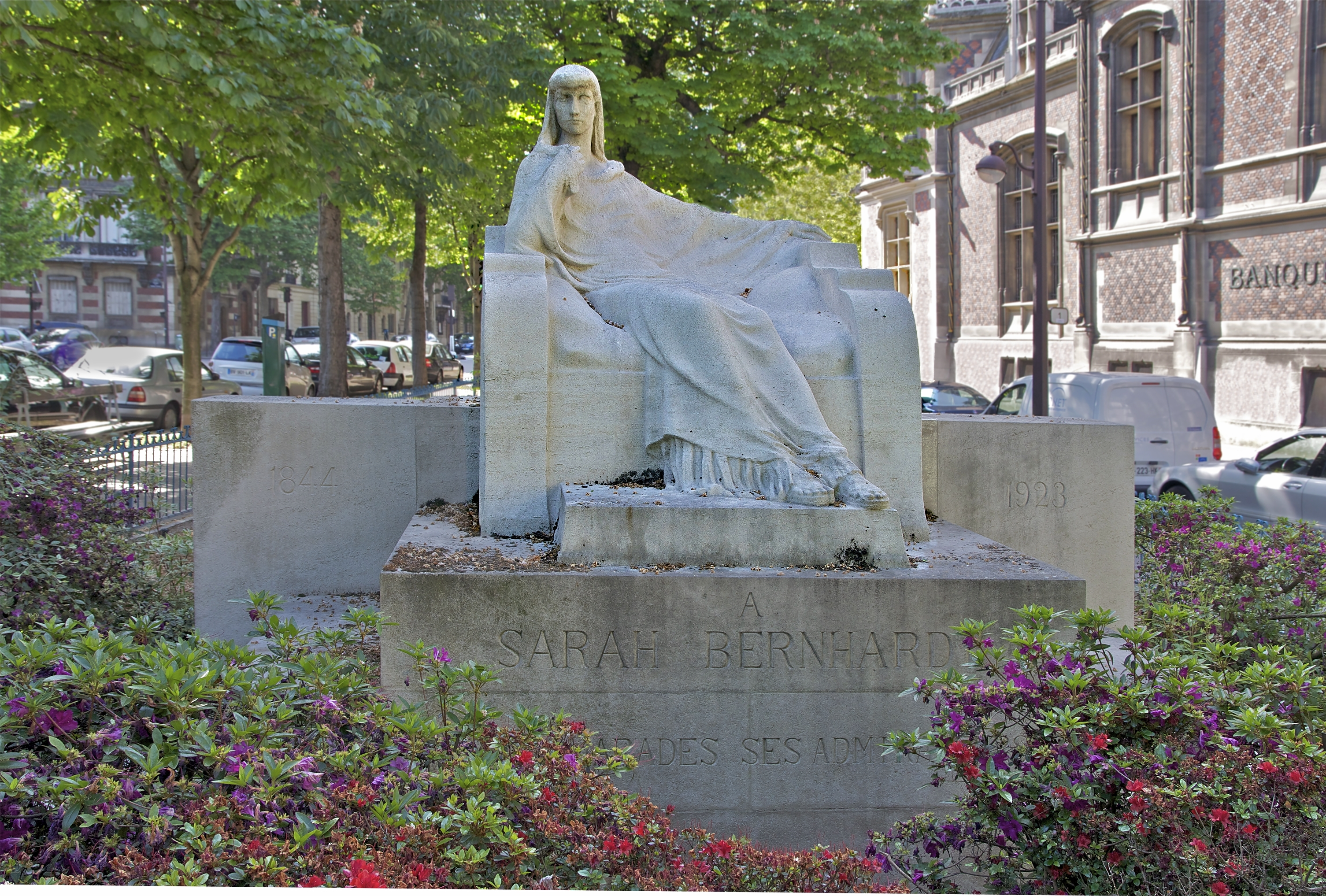
François Sicard, Monument à Sarah Bernhardt (1926).